# Arrifana (Santa Maria da Feira)
Arrifana ist eine Gemeinde (Freguesia) im portugiesischen Kreis Santa Maria da Feira. In ihr leben 6311 Einwohner (Stand 19. April 2021).

## Persönlichkeiten
- João Marcelino (1925–1995), Radrennfahrer